# Льяловский, Семён Иванович Чёрный
Князь Семён Иванович Льяловский по прозванию Чёрный  — московский дворянин, голова и воевода во времена правления Ивана IV Васильевича Грозного.
Из княжеского рода Льяловские. Младший сын сына боярского и князя Ивана Константиновича Льяловского, упомянутого в 1495 году посланным в Вильно вместе с боярами при дочери великого князя Ивана III — княжне Елене Ивановне для бракосочетания с великим литовским князем Александром Янгеллоном.  Имел братьев, князей: Бориса и Василия — взятых в 1514 году в битве под Оршей в плен и там умерших, а также князей Андрея по прозванию "Сорока" (по владению села Сороки) и Михаила Ивановичей.

## Биография
В марте 1545 года по указанию Государя пришёл в сход в Москву, откуда отправлен в Казанский поход водным путём по Оке, но в какой должности не упомянут. В 1547 году второй воевода в Туле. В 1550 году упомянут вторым воеводой в Василь-городе. В этом же году записан тысяцким 2-й статьи из Москвы. В 1551 году записан пятьдесят первым во вторую статью московских дворян. В сентябре-октябре 1552 года воевода в Елатьме. В 1553 году голова в Большом полку в войске на Тешу, отправленных против черемис.
Умер до 24 ноября 1554 года, когда по нём дал вклад 25 рублей Иван Елизарович Цыплятев и который внёс в Троице-Сергиев монастырь еще 20 рублей на помин души князя Семёна Стародубского в 1556 году.

## Критика
По родословной росписи показан бездетным, но в 1556/57 годах князь Андрей Иванович Стародубский разделил по жеребьям со своей племянницей княгиней Феодорой, дочерью князя Семёна Ивановича, свою вотчину в Дмитровском уезде. Жена, княгиня Ефросинья до 07 марта 1569 года постриглась и умерла. На память о муже, она передала Симонову монастырю его вотчину во Владимирском уезде.